# Château d'Orschwihr
Le château d'Orschwihr est un domaine viticole situé à Orschwihr dans le département du Haut-Rhin et la région Grand Est. 
L'édifice fait l'objet d'une inscription au titre des monuments historiques depuis le 2 novembre 1988.

## Historique

### Le village

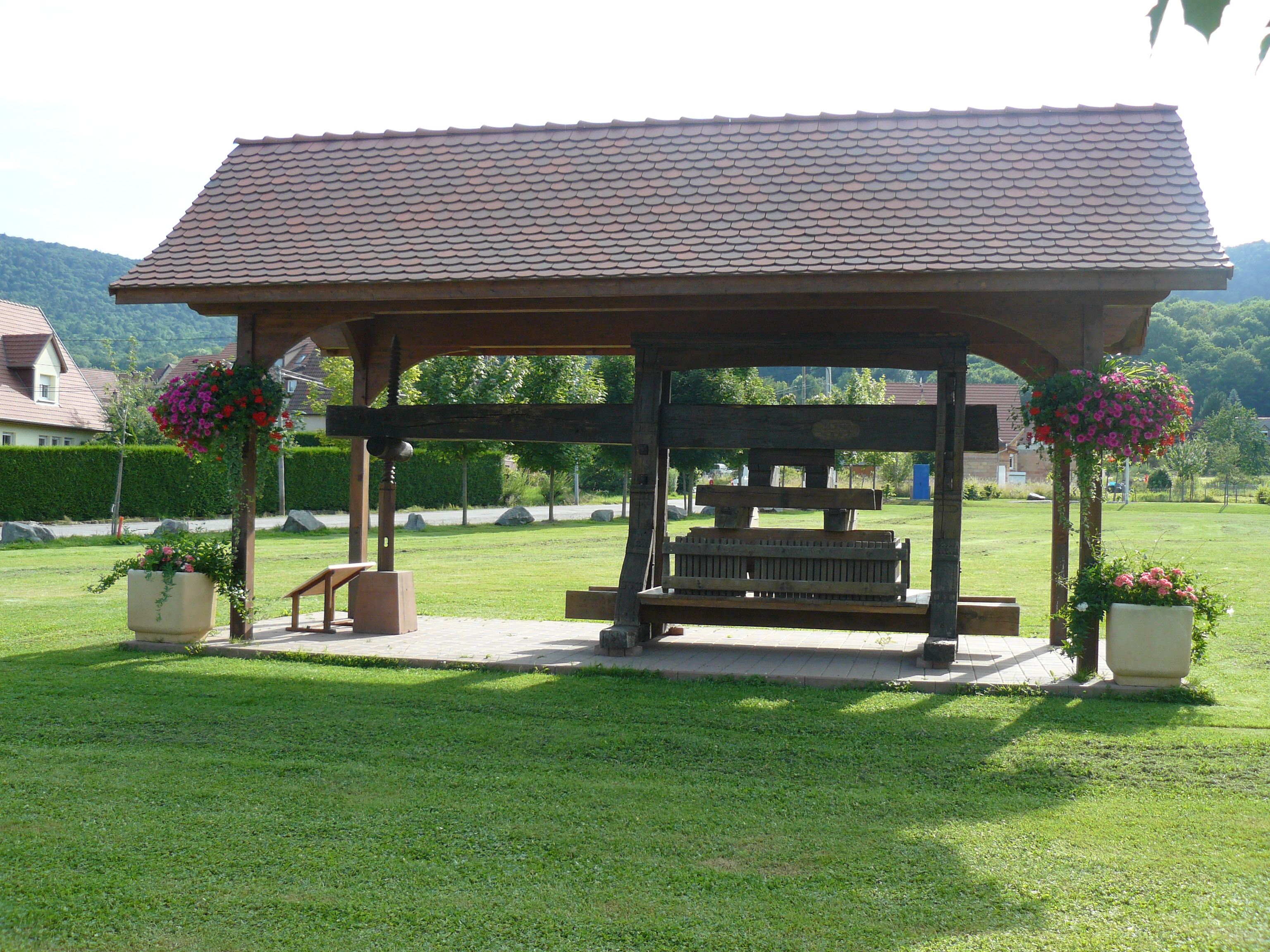
Vieux pressoir exposé sur la place d'Orschwihr

Dès l'origine, le village fit surtout de la vigne car il bénéficie de collines bien exposées, surtout au Bollenberg et au Pfingtberg. Cette prospérité est attestée par les nombreuses maisons vigneronnes des XVIe et XVIIIe siècles, surtout dans le bas du village, le haut étant surtout occupé par les ouvriers et les petits vignerons. Les vignes du Lippelsberg et les impositions de la cour domaniale représentaient pour l'administration de Rouffach une intéressante source de revenus au Moyen Âge.
Orschwihr reste un village essentiellement vigneron. Les deux versants du vallon produisent des vins de qualité. Les 214 ha de vignes occupent près de la moitié de la surface agricole totale du village. Le cadastre établi en 1828 recensait 396 propriétaires. En 1980 sur 363 ha de superficie agricole utilisées, 69 ha l'étaient pour des céréales, le reste correspondait au vignoble. Le nombre de viticulteurs est de 40 dont 34 qui commercialisent leur production.

### Le château

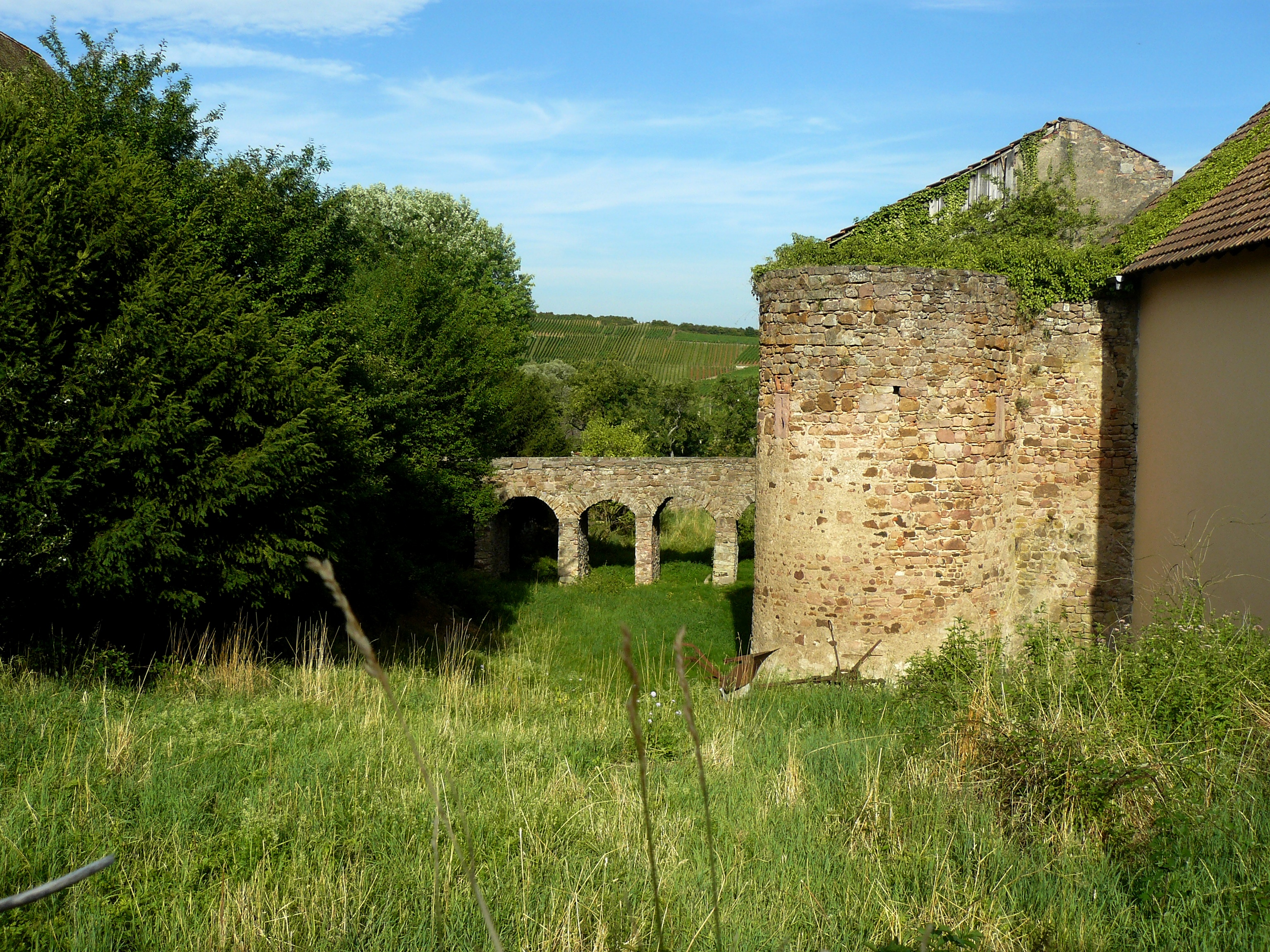
Les restes du château d'Orschwihr

Les vestiges du château actuel ont succédé à un manoir du XVe siècle. Les Andlau l'eurent en fief jusqu'en 1524, puis le cédèrent à noble Jean de Rixheim. Vingt ans plus tard cette propriété fut rétrocédée aux nobles d'Erdmannsdorf, puis parvint par mariage aux Truchsess de Rheinfelden. Ce fut au cours du XVIe siècle que le simple manoir agricole fut transformé en château. 
En 1722 le château fut incendié, puis reconstruit. Après sa restauration, il passa entre les mains de Griset. Son dernier propriétaire fut François Willemann, conseiller à la Chambre des Comptes des évêques de Strasbourg, qui renonça en faveur de son seigneur à ses droits. Vendu pendant la Révolution comme bien national, le château et ses dépendances furent transformés en exploitation agricole. Victime d'un nouvel incendie en 1934, il ne subsiste plus de nos jours que l'exploitation viti-vinicole, qui ceinture les anciennes fortifications, les restes de deux tours et un pont en pierre enjambant le fossé.

### Le domaine viticole
Il est actuellement la propriété de Hubert Hartmann qui a trouvé ici un terroir d'élection pour le riesling. Son grand cru Pfingstberg y développe des arômes amples, généreux et capiteux teintés de notes minérales et de pointes d'agrumes. Toujours à base du même cépage, le grand cru Rangen en exprime toute l'amplitude et la richesse. C'est un vin capiteux aux arômes marqués de fruits blancs qui évoluent vers des notes fumées et de pain grillé

### Une notoriété internationale
Les différents crus du château sont référencés sur les cartes des vins de huit restaurants en Belgique dont deux étoilés au Guide Michelin, huit restaurants étoilés de Grande-Bretagne, dans sept restaurants des Pays-Bas dont cinq étoilés au Michelin, dans dix-huit restaurants des États-Unis dont neuf à New York, dans deux restaurants de Moscou et un restaurant de Tokyo.
Citée dans La Revue du vin de France, au Guide Hachette des Vins, la production vinicole du château est régulièrement mise en exergue dans The Wine Advocate de Robert M. Parker, Jr., mais aussi dans le The New York Times, The Plain Dealer et The Prague Tribune. De plus, ses vins ont été primés aux Vinalies internationales, le concours des vins réputés comme le plus exigeant au niveau mondial.